# Heggodu, Sorab
Heggodu là một làng thuộc tehsil Sorab, huyện Shimoga, bang Karnataka, Ấn Độ.